# 影の王国

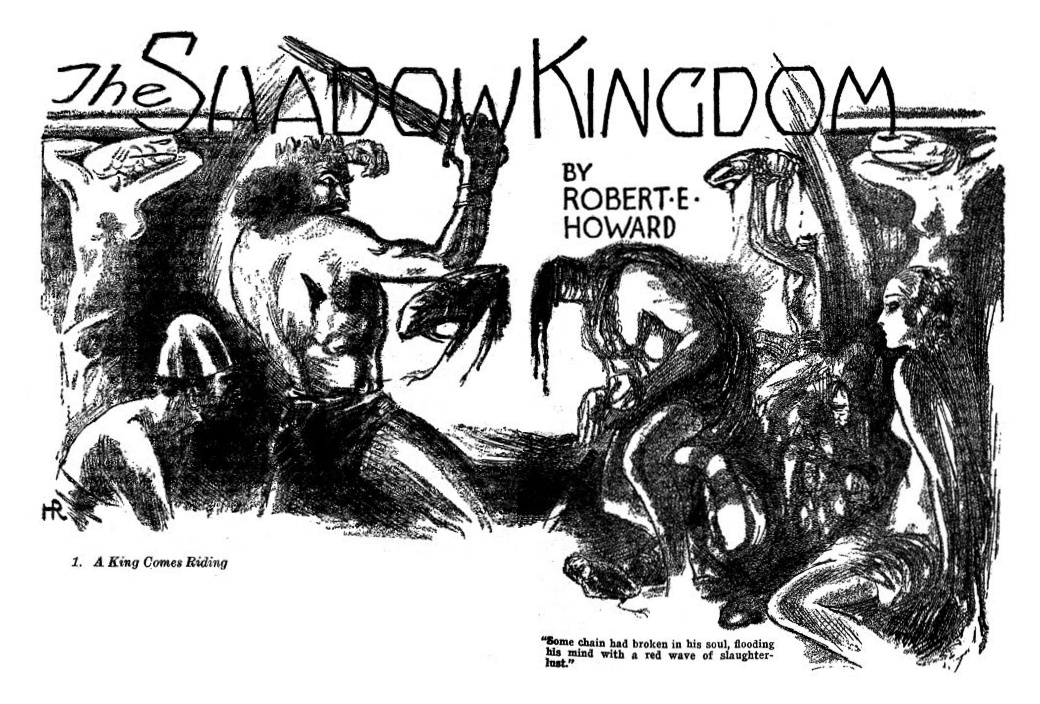
ウィアード・テールズ掲載時の挿絵

『影の王国』（かげのおうこく、原題：英: The Shadow Kingdom）は、アメリカ合衆国のホラー小説家ロバート・E・ハワードが1929年に発表した短編小説であり、『ウィアード・テールズ』1929年8月号に掲載された。

## 概要
キング・カルシリーズ3作の最初の作品であり、クトゥルフ神話にも関連する。日本では、1984年に国書刊行会の「ウィアードテールズ2」に収録されたのみで、長らく入手難が続いていたが、2015年に新訳が出た。
クトゥルフ神話の怪物「蛇人間」が最初に登場した作品である。舞台はアトランティス七王国最強のヴァルシア。ヴァルシアは、作中の言語で「夢の国」という意味。タイトルの『影の王国』とは、人間の虚飾や、蛇人間による裏からの支配などを指す。王に即位することよりも玉座を維持し続ける方が難しいというのが本シリーズのテーマであり、作中でカルは、このヴァルシア王国では王すら虚像であるという旨の述懐を行っている。
東雅夫は『クトゥルー神話事典』にて「ヴァルーシアの国王となったアトランティス人カルと、同地に巣食う蛇人間の暗闘を描くヒロイック・ファンタジーで、後にラヴクラフトが＜ヴァルーシアの蛇人間＞に言及したことによって神話作品に組み入れられた。神話小説というよりは、"先行作品"と位置づけるべきものだろう」と解説している。ラヴクラフトはハワードが創造した本作の「ヴァルーシアの蛇人間」を自作に用語として輸入する。

## あらすじ
蒼古の時代、あらゆる怪物たちが跋扈していたが、人類は彼らに勝利して文明を築く。蛇人間には「カ・ナマ・カアラ・ラジェラマ!」という言葉が発音できなかったため、人類は彼らを見分けて追放した。だが遥かな時間が過ぎた後、蛇人間たちは巧妙に、神官の姿をして戻って来る。ヴァルシア王国の要人は、長年にわたり蛇人間に成り代わられており、国は影で支配されていた。
アトランティス人の戦士カルは、異国ヴァルシアで才覚を示し、ついに王位を簒奪して即位する。カル王は、ピクト人の政治家カ＝ヌーの老獪さに、彼を味方か敵か見定めかねる。
ある夜、カ＝ヌーに遣わされた戦士ブルールに案内され、カルは宮殿内に設けられていた隠し通路を進む。警備兵たちは眠らされ、だが「同じ顔の者たち」がカル王の書斎を取り囲んでいることを知ったカルは、己の周囲で何らかの妖術が行われていることを理解する。ブルールは、人を裏から支配する存在がいることを語る。さらに評議長チューが、短剣を携えてカルを暗殺しようとしていた様子を見て、カルは奇襲をかけて殺す。すると殺されたチューの顔がぼやけ、おぞましいヘビの顔に変わる。また、1000年前のエアラール王の幽霊が、蛇人間の奴隷として操られている様子を目撃する。
玉座についたときから既にずっと、カルは蛇人間に包囲されており、陰謀に気づいたカ＝ヌーは、カル王を守るためにブルールを派遣したのである。カルは、王宮内で誰が信用できるか、もしもブルールが成り代わられていたらどうするかを問う。ブルールは、蛇人間は銀の腕輪をはめていないことと、「カ・ナマ・カアラ・ラジェラマ！」を発音できないことを説明する。
翌朝、やはり衛兵たちは何も覚えておらず、一晩中書斎を警備していたと信じていた。やがて、カルが到着した議場で評議会が始まるも、部屋は議場ではなく1000年前の王が殺された＜呪われた間＞で、評議員たちに成り代わった蛇人間たちによる待ち伏せであったことが判明し、カルとブルールは手傷を負いながらも彼らを殺戮する。カルがそのまま本物の議場に向かうと、中からカル自身の声が聞こえてくる。カルはそのまま乱入して、衛兵たちが王と瓜二つの乱入者に呆然としているうちに、偽カル王を切り殺す。ブルールとカ＝ヌーは、皆に状況を説明する。カル王は、蛇人間を狩り立ててヴァルシアの繁栄を誓う。

## 主な登場人物・用語
- カル王 - アトランティス人にして、ヴァルシア国の新王。勇猛な戦士王。
- カ＝ヌー - ピクトの評議会の長。老獪な政治家。蛇と渡り合う。
- ブルール - ピクト人。槍使いの戦士。「カルが蛇に殺されたら、魂を支配される前にとどめを刺す」よう誓う。
- チュー - 主席評議員。夜の間は、蛇の偽物に成り代わられている。
- ブラアル男爵カラヌウブ - カルの政敵。カルが急死したら次の王になるはずの人物。蛇と内通している。
- ＜赤い近衛兵＞ - カル王の親衛隊。夜の間は、蛇の偽物に成り代わられている。
- エアラール王 - 1000年前のヴァルシア王。蛇人間に殺された後、霊は奴隷となっている。死んだ部屋は＜呪われた間＞として封鎖されている。
- ヴァルカの神 - 海と陸の神。
- 蛇人間 - 蛇の神官たち。人の形をしているが、頭部は蛇になっており、妖術で顔を変えている。催眠術で人間を眠らせたり記憶を操作したりできる。人間とは発声器官が異なるため「カ・ナマ・カアラ・ラジェラマ！」という言葉を発音できない。
- 「龍の腕輪」 - 有翼の龍が装丁された黄金の腕輪。龍は、蛇の敵の象徴。
- 「緑の宝玉」 - 蛇の神殿から盗まれた緑の宝玉。恐怖の的であり、所有を知られたら番人たちに狙われる。

## 収録
- 国書刊行会『ウィアードテールズ2』三崎沖元訳 1984年版。入手難で有名
- ナイトランド叢書『失われた者たちの谷』中村融訳 2015年版

## 関連作品
- 闇をさまようもの - ラヴクラフト作品。呪物「輝くトラペゾヘドロン」の過去の所有者として、ヴァルーシアの蛇人間への言及がある。ラヴクラフトがハワードの世界観に接続させたもの。
- 七つの呪い - CAスミス作品。スミスが独自の蛇人間を登場させている。